# Zorya

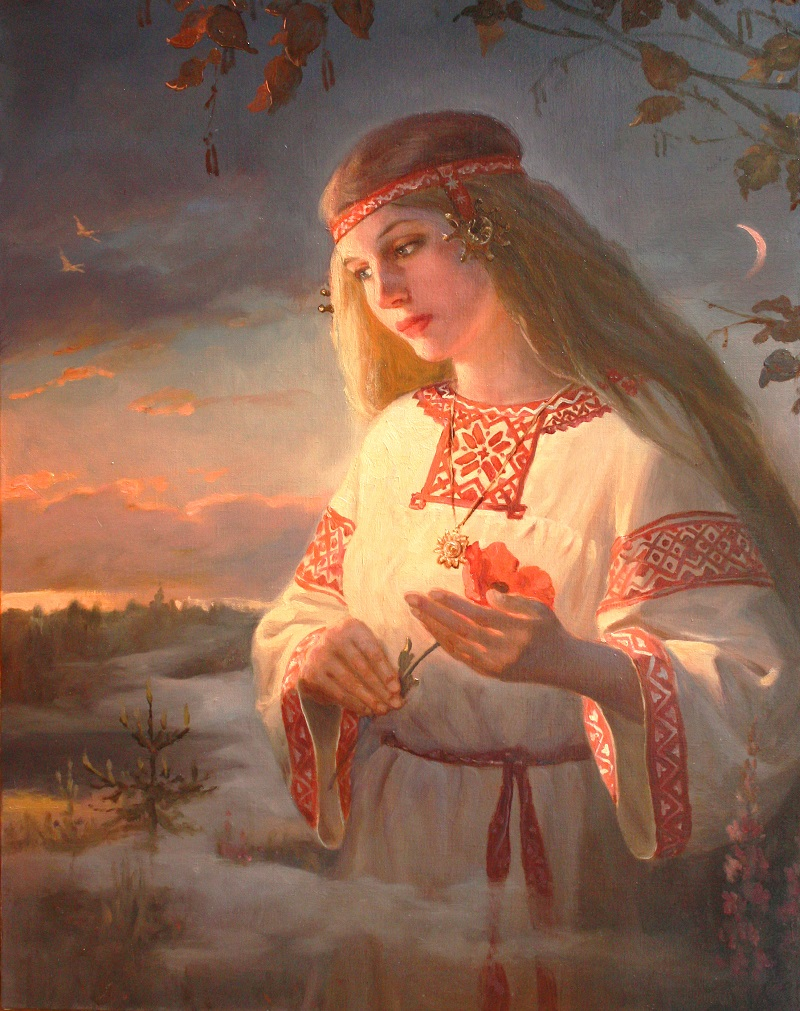
Zarya Zarenicza av Andrey Shishkin

Zorya var gryningens gudinna inom slavisk mytologi.
Hon var solens, månens och morgonstjärnans jungfruliga syster och bodde med solen; varje morgon öppnade hon dörren till sin bror solens boning för att han ska kunna stiga ut på himlen och sprida dagen över dess valv genom att rida ut över det på sin vita häst. 
Hon var en av de lokala variationerna av den ursprungliga indoeuropeiska gryningsgudinnan i Protoindoeuropeisk mytologi.